# Jixinghe Shuiku
Jixinghe Shuiku (kinesiska: 吉兴河水库) är en reservoar i Kina. Den ligger i provinsen Heilongjiang, i den nordöstra delen av landet, omkring 290 kilometer öster om provinshuvudstaden Harbin. Jixinghe Shuiku ligger 234 meter över havet. Arean är 0,83 kvadratkilometer. I omgivningarna runt Jixinghe Shuiku växer i huvudsak lövfällande lövskog. Den sträcker sig 1,9 kilometer i nord-sydlig riktning, och 0,6 kilometer i öst-västlig riktning.
Genomsnittlig årsnederbörd är 821 millimeter. Den regnigaste månaden är juli, med i genomsnitt 174 mm nederbörd, och den torraste är januari, med 6 mm nederbörd.